# Chico Doido de Caicó
Francisco Manoel de Souza Forte, conhecido como Chico Doido de Caicó, foi um poeta brasileiro, autor de poesias erótico/debochadas.
Nascido em Caicó, no Rio Grande do Norte, em 1922, Chico Doido faleceu em 1991, na cidade de Duque de Caxias, no Rio de Janeiro.

## Biografia
Pouco se sabe sobre a vida de Francisco Manoel de Souza Forte. Nos anos 40, saiu de Caicó e foi servir na Marinha Mercante. Nos anos 50, residiu em Natal.
Chico Doido nos últimos anos de vida frequentou a famosa Feira de São Cristovão, no Rio, onde divulgaria seu trabalho. Pouco antes de sua morte foi descoberto por Nei Leandro de Castro e Moacy Cirne, que passou a divulgar seus poemas.

## Repercussão
Após ser apresentado aos poemas de Chico Doido por Nei Leandro de Castro, Moacy Cirne passou a publicá-los em seu fanzine-panfleto Balaio Porreta a partir de 1991.
Em 1993, foi lançado postumamente à Academia Brasileira de Letras.
Em 1994, foi (postumamente, e representado por Cirne) "patrono" da turma de formandos de Comunicação Social da Universidade Federal Fluminense 
Em 2002, Cirne e Nei Leandro publicaram a coletânea "69 Poemas de Chico Doido de Caicó" (Natal: Sebo Vermelho, 2002)

## Teatro
Pouco após a publicação da coletânea, foi tema da peça Chico Doido de Caicó, dirigida pelo ator Leon Góes, permanecendo em cartaz por dois meses no Teatro Vila Lobos. A peça gerou repercussão suficiente para que fosse publicado um artigo sobre Chico Doido no jornal francês Le Monde.

## Cinema
O filme "Chico Doido de Caicó" teve suas filmagens iniciadas em 2021, dirigido também pelo ator Leon Góes. O filme é uma ode às figuras emblemáticas da cultura popular do Rio Grande do Norte, surgindo do anseio de Leon Góes em preservar a memória daqueles que se nutrem da tradição oral, demonstrando como suas narrativas e identidades ecoam através das gerações na consciência coletiva.
Na trama fictícia concebida por Leon Góes, o marinheiro conhecido como Francisco Manoel de Souza Forte, ou Chico Doido, ressurge do além para acertar contas com Margareth, seu grande amor.
Acompanhado por seu Anjo da Guarda e pela própria Dona Morte, ele empreende uma busca pela amada, cruzando os caminhos imaginários de sua terra natal e encontrando uma miríade de personagens reais e fictícios de diversas origens.

Nomes mencionados no livro "69 Poemas de Chico Doido de Caicó" são incorporados à trama, incluindo os poetas Moisés Sesyon, Zé Limeira e Zé Areia, assim como a figura da Mãe de Pantanha, além de poetas de outras regiões distantes e épocas históricas, como Gregório de Matos e Augusto dos Anjos.